# Piero Minoretti
Piero Cesare Minoretti (* 13. Februar 1985 in Feldkirch, Österreich) ist ein österreichischer Fußballspieler.

## Karriere
Minoretti begann in den Jugendmannschaften des SC Röthis, mit 14 Jahren wechselte er anschließend ins Bundesnachwuchszentrum Vorarlberg. 2002 unterschrieb Minoretti den ersten Profivertrag beim FC Lustenau. Während dieser Zeit kam er regelmäßig zum Einsatz. Minoretti spielte von seinem 15. Lebensjahr an bis zu seinem 20. Lebensjahr durchgehend für die österreichische Fußballnationalmannschaft (U15-U20). 2004 wechselte er zum FC Hard in die Regionalliga West und verpasste im ersten Jahr den Aufstieg in die Red-Zac Erste-Liga. In dieser Saison schoss er 12 Tore. Minoretti unterschrieb 2006 einen Profivertrag bei FC Red Bull Salzburg. Er stieg im ersten Jahr mit den Red Bull Juniors in die Red-Zac Erste-Liga auf und spielte bis 2009 bei Salzburg. Minoretti verbuchte hinter Richard Kitzbichler die meisten Einsatzminuten zwischen 2006 und 2009 für Salzburg. Im Sommer 2009 scheiterte ein Auslandstransfer in die Serie A nach Italien kurz nach der Transfer-Übertrittszeit, sodass Minoretti bis Winter 2009 vereinslos war. Im Januar 2010 kehrte er zum FC Lustenau zurück. Danach riss es sich im April 2010 das Kreuzband im Spiel gegen Hartberg. Nach Genesung und Wiedereinstieg ins Training riss er sich im Oktober 2010 erneut das Kreuzband im linken Knie.
Ab April 2011 spielte Minoretti wieder auf seiner gewohnten rechten Seite beim FC Lustenau. Bis zum Trainerwechsel führte er die Mannschaft als Kapitän durch die Saison. Sein Vertrag lief bis Ende Juni 2012. Im selben Jahr wechselte Minoretti zum FC Hard zurück in die Regionalliga West. Aktuell spielt er die 9. Saison beim FC Hard.

## Erfolge
- 1 × ÖFB-Cup-Halbfinalist: 2006/07 (Red Bull Juniors Salzburg)
- 1 × Meister Regionalliga West: 2006/07 (Red Bull Juniors Salzburg)
- 1 × Wahl ins Erste Liga All-Star Team: 2002/03
- 1 × Torschützenkönig der BNZ U-17 TOTO-Liga: 2001 (24 Tore)